# Oulipopo
Ouvroir de littérature policière potentielle (OU.LI.PO.PO.), o Taller de literatura policial potencial, es un grupo de investigación creado el 23 de agosto de 1973 bajo la inspiración de François Le Lionnais, y sobre el modelo de Oulipo.

## Historia, misión y miembros fundadores
Autor de un primer estudio Les Structures du roman policier : Qui est le coupable ?, aparecido en Subsidia pataphysica n° 15 y republicado en La Littérature potentielle (Gallimard “ Idées ”), François Le Lionnais así define el rol de Oulipopo, en su primera aparición pública (ref. Subsidia Pataphysica n° 24-25, 1974) :

“L’Oulipopo se propose de recenser aussi exhaustivement que possible et de classer rationnellement les situations, les mécanismes et leurs combinaisons exploités par le roman policier d’énigme (Oulipopo analytique), plus largement – cette ambition étant sa vocation première – toutes les situations et les mécanismes potentiels inutilisés, voire inutilisables (Oulipopo synthétique).”
Traducción al español: Oulipopo se propone censar y clasificar las situaciones, los mecanismos, y las combinaciones, explotadas por la novela policial de enigma (Oulipopo analítico), así como, todas las situaciones y todos los mecanismos no-utilizados, léase no-utilizables (Oulipopo sintético) – y esto último sin duda es su principal vocación –.

Para conducir bien esta empresa, François Le Lionnais reunió a su alrededor un grupo de patafísicos y de especialistas en la novela policial : Jacques Baudou, Jacques Bens (†), Jacques Bergier (†), Paul Gayot, François Guérif, Michel Lebrun (†), Yves Olivier-Martin (†), François Raymond (†), François Rivière, junto a quienes se agregó más tarde Évelyne Diebolt. Oulipopo rápidamente fue organizado como una subcomisión del Colegio de patafísica, y con la colaboración de Jean-Claude Dinguirard, Pierre Boileau (†), Thomas Narcejac (†), Fred Kassak, y Henri Bordillon, se abocó al vasto trabajo de “ relevamiento y triangulación ” encomendado por su presidente.

## Boletín
Oulipopo pronto decidió dotarse de su propio boletín Enigmatika, cuyo primer número apareció en febrero de 1976, conteniendo comunicaciones del conjunto de los miembros de entonces. Después de un período de ensayo y reflexión, una política editorial fue definida en su número quinto. Entonces se sucedieron números especiales (Arsène Lupin, Stanislas-André Steeman, Chesterton, Serie negra, Pierre Véry, Bestiario de la novela policial, Léo Malet, Maurice-Bernard Endrèbe), algunos números específicamente oulipiens (n° 4, 5, 11), así como números orientados a contenidos temáticos y de erudicción.
Junto al Dictionnaire des auteurs de Michel Lebrun y junto a la elaboración de listas de colecciones científicas, se costituyó poco a poco el conjunto de crónicas : correo de lectores, rúbricas críticas y filmográficas...
La bibliothèque énigmatique fue establecida para acoger textos que no hubieran podido publicarse en la revista : nouvelles, novelas, recopilaciones de problemas policiales... Desde 1976, Oulipopo dio luz a 40 números de Enigmatika, y colaboró con otras revistas (Europe, Polar, Les Cahiers de la cinémathèque de Toulouse). Sus trabajos se refieren a una serie de crímenes, a los planes de generación de novelas policiales, a la estructura de “casse”. Oulipopo plantea sus reuniones con una periodicidad arbitraria, y a cada una de estas reuniones, un invitado de honor es convidado a participar en los trabajos.

## Nueva composición del grupo
En la nueva composición del grupo, François Le Lionnais (†) fue nombrado presidente in memoriam. Se agregaron como miembros : Jean-Pierre Croquet, Pierre François David, Roland Lacourbe, Juliette Raabe, Jean de Porla, y Francis Debyser. Actualmente, los miembros de Oulipopo son Alain Calame, Pierre Ziegemeyer, Gavin Bryars, Jean-Jacques Schleret, Philippe Fooz, Vincent Bourgeois, y Michel Soupart.